# Ronde des Catherinettes
La ronde des Catherinettes est une tradition célébrée la veille du 25 novembre dans la ville fribourgeoise d'Estavayer-le-Lac, en Suisse.

## Histoire
Au XIXe siècle, selon l’historien d’Estavayer J. Volmar[Qui ?], cette chanson[Quoi ?] était populaire dans tout le canton de Fribourg. Sainte Catherine d’Alexandrie, patronne secondaire de la ville de Fribourg (Suisse) (avec saint Nicolas et sainte Barbe), y était déjà célébrée au XVIe siècle. (Pierre Schneuwly, Katharinenbuch, 1577) par un cortège d’enfants comme celui de la Saint-Nicolas. On y aurait chanté la célèbre complainte (Rouiller, p. 40). En 1832, dans son Dictionnaire géographique, statistique et historique du Canton de Fribourg (p. 305), F. Kuenlin mentionne la Sainte-Catherine parmi les fêtes d’écoliers « dans le bon vieux temps ». Comme la Saint-Nicolas, ce rituel a été aboli en 1764 mais les enfants de chœur continuèrent à aller chanter devant les maisons de la ville la veille de ces deux fêtes pour recevoir quelque argent (Chanoine Fontaine, p. 24). À Estavayer, au XIXe siècle, les filles célébraient leur patronne alors que les pièces de la St-Nicolas étaient réservées aux garçons qui chantaient de porte en porte (Volmar, p. 34).
Aujourd'hui seules les rues d’Estavayer résonnent encore de quelques bribes de cette ancienne tradition oubliée par Fribourg. Au début du XIXe siècle, Kuenlin remarquait déjà qu’un « usage qui était jadis presque général dans le canton », celui des chansons et des rondes (p. 176) durant les belles soirées d’été et d’automne, n’existait plus que dans la Cité à la Rose.

## Sainte-Catherine
Voilà comment F. Kuenlin décrit en 1832 l’ancienne fête de la Sainte-Catherine célébrée par les écoliers au XVIe siècle (p. 304)[Où ?] : « Il y avait une très ancienne institution dans les écoles de la ville pour célébrer la fête de Sainte-Catherine, leur patronne, et de Saint-Nicolas patron de la ville et du pays. Un écolier travesti en princesse, portant une roue hérissée de tranchants de fer, et une épée dont la pointe était cachée dans une orange, en signe de paix, représentait sainte Catherine. Des anges le portaient comme en triomphe ; des chevaliers d’honneur l’accompagnaient, suivis des instituteurs et des enfants de chœur, tous à cheval et chantant des hymnes et des répons. Ils venaient ainsi processionnellement à l’église pour les premières vêpres et ensuite à la grand-messe du jour, où ils recevait les honneurs dus à celle qu’ils représentaient. »
Les paroles de la complainte :
Sainte Catherine était fille du roi.

Ave Maria, Sancta Catharina !

Sa mère était catholique, son père ne l’était pas

Ave Maria, Sancta Catharina !

Un jour qu’elle était en prière, son père l’y trouva.

Ave Maria, Sancta Catharina !

Que fais-tu Catherine, d’adorer ce Dieu-là ?

Ave Maria, Sancta Catharina !

Adore cette idole, et non pas ce Dieu-là ?

Ave Maria, Sancta Catharina !

Plutôt mourir, mon père, que d’adorer cela.

Ave Maria, Sancta Catharina !

Qu’on aille chercher ma roue et mon grand coutelas !

Ave Maria, Sancta Catharina !

Pour faire mourir Catherine, qui n’obéit pas.

Ave Maria, Sancta Catharina !

Trois anges descendant du ciel chantent le Gloria.

Ave Maria, Sancta Catharina !

Courage, Catherine ! Récompensée tu seras.

Ave Maria, Sancta Catharina !

## Source du texte
- « Ronde des Catherinettes », sur fr.ch